# Mayoyoque
Mayoyoque es un centro poblado colombiano ubicada en jurisdicción del municipio de Puerto Guzmán, en el departamento de Putumayo. Su territorio es bañado por el río Caquetá.

## Economía
Se destaca en la producción ganadera.